# Cementerio real (Reino Unido)

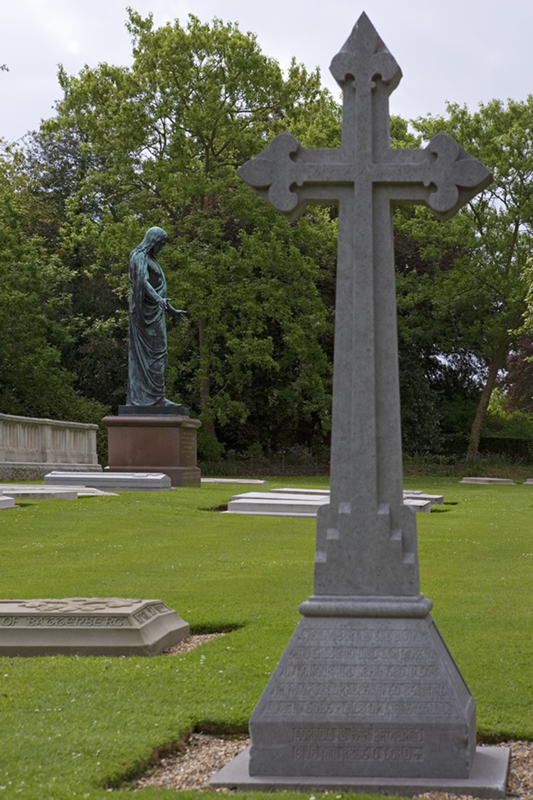
Detalle del cementerio real ubicado junto al mausoleo real en los jardines de Frogmore en Windsor.

El cementerio real de la familia real británica fue consagrado en 1928 y está localizado en los jardines de Frogmore, en el parque real Home Park en Windsor en el condado inglés de Berkshire. Se ubica en las inmediaciones del mausoleo real, donde descansan los restos de la reina Victoria y el príncipe Alberto.
El rey Eduardo VIII, quien abdicó al trono británico para casarse con Wallis, duquesa de Windsor, fue sepultado en Frogmore tras su muerte en 1972, después de llegar a un acuerdo con su sobrina, la reina Isabel II del Reino Unido en 1965. El convenio incluía que su esposa, Wallis Simpson, duquesa de Windsor, también sería sepultada allí.

## Entierros
Desde su consagración gran parte de los miembros de la realeza fueron sepultados en sus terrenos, exceptuando a los monarcas y consortes reales, que habitualmente son sepultados en la Capilla de San Jorge en el Castillo de Windsor. En 1928, los cuerpos de varios miembros de la familia real fueron trasladados a Frogmore.
Tres hijos de la reina Victoria se encuentran sepultados allí: la princesa Elena, el príncipe Arturo, duque de Connaught y de Strathearn, y la princesa Luisa, duquesa de Argyll. También es el lugar del descanso final del duque de Windsor, que reinó como Eduardo VIII, y de su esposa, la duquesa de Windsor; del príncipe Enrique, duque de Gloucester y de su esposa la princesa Alicia; de la princesa Victoria Alejandra, hija de Eduardo VII; del príncipe Jorge, duque de Kent y su esposa la princesa Marina; además de dos hermanos de la reina María, entre otros.
Para 2005, tanto el cementerio, como el mausoleo abrían al público del 17 al 19 de mayo y del 27 al 29 de agosto.
La reina María de Yugoslavia fue sepultada aquí del 2 de julio de 1961 al 26 de abril de 2013, cuando su cuerpo fue desenterrado y trasladado a Serbia.